# Фликскур (кантон)
Фликскур (фр. Flixecourt) — кантон во Франции, находится в регионе О-де-Франс, департамент Сомма. Расположен на территории двух округов: двадцать три коммуны входит в состав округа Амьен, одна ― в состав округа Абвиль.

## История
Кантон образован в результате реформы 2015 года . В его состав вошли отдельные коммуны упраздненных кантонов Виллер-Бокаж, Домар-ан-Понтьё и Пикиньи.

## Состав кантона
В состав кантона входят коммуны (население по данным Национального института статистики за 2018 г.):
- Аверна (387 чел.)
- Аллуа-ле-Пернуа (339 чел.)
- Бертокур-ле-Дан (1 133 чел.)
- Беттанкур-Сент-Уан (619 чел.)
- Бушон (156 чел.)
- Виль-ле-Маркле (471 чел.)
- Виньякур (2 354 чел.)
- Во-ан-Амьенуа (412 чел.)
- Вошель-ле-Домар (126 чел.)
- Домар-ан-Понтьё (1 074 чел.)
- Канапль (704 чел.)
- Конде-Фоли (917 чел.)
- Л'Этуаль (1 190 чел.)
- Ланш-Сент-Илер (133 чел.)
- Пернуа (735 чел.)
- Рибокур (242 чел.)
- Сен-Ва-ан-Шосе (492 чел.)
- Сен-Леже-ле-Домар (1 852 чел.)
- Сент-Уан (1 867 чел.)
- Сюркан (64 чел.)
- Флесель (2 042 чел.)
- Фликскур (3 205 чел.)
- Франквиль (172 чел.)
- Франсю (178 чел.)

## Политика
На президентских выборах 2022 г. жители кантона отдали в 1-м туре Марин Ле Пен 39,4 % голосов против 24,2 % у Эмманюэля Макрона и 15,8 % у Жана-Люка Меланшона; во 2-м туре в кантоне победила Ле Пен, получившая 59,7 % голосов. (2017 год. 1 тур: Марин Ле Пен – 38,0 %, Эмманюэль Макрон – 19,7 %, Жан-Люк Меланшон – 18,7 %, Франсуа Фийон – 11,5 %; 2 тур: Ле Пен – 54,2 %. 2012 год. 1 тур: Марин Ле Пен – 30,3 %, Франсуа Олланд – 28,4 %, Николя Саркози – 18,5 %; 2 тур: Олланд – 60,1 %).
С 2015 года кантон в Совете департамента Сомма представляют бывший мэр коммуны Фликскур Рене Лоньон (René Lognon) (Коммунистическая партия) и Натали Таммерман (Nathalie Temmermann) (Социалистическая партия).
|                | Кандидаты                    | Партия                   | Первый тур | Первый тур |
| Кол-во голосов | Кандидаты                    | Партия                   | % голосов  |            |
| -------------- | ---------------------------- | ------------------------ | ---------- | ---------- |
|                | Рене Лоньон Натали Таммерман | Левый блок               | 3 905      | 72,96      |
|                | Югет Леклерк Стефан Одгон    | Национальное объединение | 3 019      | 38,02      |

|                | Кандидаты                    | Партия                        | Первый тур | Первый тур     | Второй тур | Второй тур |
| Кол-во голосов | Кандидаты                    | Партия                        | % голосов  | Кол-во голосов | % голосов  |            |
| -------------- | ---------------------------- | ----------------------------- | ---------- | -------------- | ---------- | ---------- |
|                | Рене Лоньон Натали Таммерман | Левый блок                    | 3 825      | 48,17          | 4 608      | 59,03      |
|                | Камиль Лемер Оливье Трипе    | Национальный фронт            | 3 019      | 38,02          | 3 198      | 40,97      |
|                | Клара Дюбюк Клеман Станжель  | Союз демократов и независимых | 1 096      | 13,80          |            |            |